# Johann Friedrich Meckel, l'Ancien
Johann Friedrich Meckel, dit l'Ancien est un anatomiste allemand, né à Wetzlar le 31 juillet 1724, mort à Berlin le 18 septembre 1774. 

## Biographie
Il fait ses études littéraires dans la maison de son père, conseiller à la cour impériale, et se rend à Gœttingue, à l’âge de dix-huit ans, pour y commencer ses études médicales. Après deux ans de séjour dans cette ville, où il reçoit des leçons de Haller, il va à Berlin et est bientôt nommé prosecteur de cette université. En 1747, il revient à Gœttingue, et y prend le grade de docteur (1748), après avoir soutenu une thèse remarquable sur les nerfs de la cinquième paire.
En 1751, il est appelé à occuper à Berlin une chaire d’accouchements, position qu’il conserve pendant plus de vingt ans, et est nommé, en 1773, chirurgien du roi. 

## Œuvres
On lui doit les ouvrages suivants : 
- Dissertatio inauguralis de quinto pare nervorum cerebri (Gœttingue, 1748, in-4°);
- De vasis lymphaticis glandulisque conglobatis (Berlin, 1757, in-8°) ;
- Nova experimenta et observationes de finibus venarum a vasorum lymphaticorum in ductus visceraque excretoria corporis humani ejusdemque structurai utilitate (Berlin, 1771, in-8°) ;
- Tractatus de morbo hernioso congenito singulari et complicato feliciter curato (Berlin, 1772, in-8°) ;
- Observation anatomique sur un nœud ou ganglion du rameau de la cinquième paire des nerfs du cerveau nouvellement découvert (1749) ;
- Observation d’anatomie et de physiologie, concernant une dilatation extraordinaire au cœur, qui venait de ce que le conduit de l’aorte était trop étroit (1750) ;
- Description anatomique des nerfs de la face (1751) ;
- Observations anatomiques sur des pierres trouvées dans les différentes parties du corps humain (1754) ;
- Observations sur les maladies du cœur (1755) ;
- Observations anatomo-pathologiques sur l’enflure extraordinaire de l’abdomen procédant de diverses causes (1758) ;
- Observations sur le squirre et les abcès du cerveau (1761) ;
- Sur les causes de la folie (176-4) :
- Observations anatomiques sur la glande pinéale, sur la cloison transparente et sur l’origine du nerf de la septième paire (1765), etc.

Ces diverses observations ont toutes été publiées dans les Mémoires de l’Académie des sciences de Berlin.